# Igor Morozow
Igor Władimirowicz Morozow (ros. Игорь Владимирович Моро́зов; ur. 6 maja?/19 maja 1913 w Ługańsku, zm. 1970 Moskwie) – radziecki kompozytor muzyki filmowej.

## Wybrana muzyka filmowa
- 1961: Szkarłatne żagle
- 1959: Sampo
- 1956: Trójgłowy smok